# 强家角人行桥
强家角人行桥是位于中国上海市区苏州河上的桥梁，桥北面为普陀区光复西路，桥南面为长宁区万航渡路。

## 历史
强家角人行桥位于强家角渡口（清道光七年1827年开始运营）旁。桥于1997年12月16日建成使用，同日渡口停渡，主桥长51米，桥面宽度为5.5米，楼梯宽度3米，梁底标高为7.5米，为钢结构桥梁，通行行人与非机动车。